# Sint-Agatha-Berchem
Berchem-Sainte-Agathe (fr.) ili Sint-Agatha-Berchem (niz.) je jedna od 19 dvojezičnih općina u Regiji glavnoga grada Bruxellesa u Belgiji.
Graniči s briselskim općinama Ganshoren, Koekelberg i Molenbeek-Saint-Jean (Sint-Jans-Molenbeek), te s flamanskim općinama Asse i Dilbeek.
Ova općina poznata je po svom mirnom i ugodnom karakteru, te se smatra selom u gradu. U Berchemu se nalazi željeznička stanica na pruzi prema Gentu. Ovdje je u 1920-ima građen stambeni projekt Cité Moderne, belgijskog arhitekta Victora Bourgeoisa.
U ovoj općini se rodio i odrastao slavni belgijski glumac Jean-Claude Van Damme.

## Vanjske poveznice
- (fr.)(nizoz.)Službena stranica općine